# 托葉
托葉（拉丁語：stipula）是卡爾·林奈 提出的一個植物學術語，指葉柄基部或葉腋連接莖與葉的組織，主要分為腋生托葉（Axillary Stipule）與側生托葉（Lateral Stipule），大部分托葉的作用是保護幼葉，有些會長成捲鬚狀或針狀，還有些片狀托葉能生長得比葉子更大，蓼科植物具有膜質托葉，薔薇科植物則有羽狀和翼狀托葉。
在一些早期的植物學書籍中，托葉更普遍指特化的小葉，如苞片等。